# Viper Falcon
Viper Falcon ist die Bezeichnung einer US-amerikanischen Höhenforschungsrakete.
Sie wurde 1960 zweimal gestartet; drei weitere Exemplare wurden von der United States Navy bestellt. Die 3,5 Meter lange zweistufige Rakete erreichte eine Gipfelhöhe von 120 Kilometern und konnte bis zu 20 Pfund (9,1 kg) Ladung transportieren.